# Jānis Daliņš
Jānis Daliņš (Valmiera, 5 novembre 1904 – Melbourne, 11 giugno 1978) è stato un marciatore lettone.
Nel 1932 fu medaglia d'argento ai Giochi olimpici di Los Angeles nella marcia 50 km. Due anni dopo divenne campione europeo nella stessa specialità a Torino 1934 (primo nella storia della manifestazione), mentre ai Giochi olimpici di Berlino 1936 partecipò nuovamente alla gara di marcia 50 km, ma non la portò a termine.

## Palmarès
| Anno | Manifestazione     | Sede        | Evento       | Risultato | Prestazione | Note |
| ---- | ------------------ | ----------- | ------------ | --------- | ----------- | ---- |
| 1932 | Giochi olimpici    | Los Angeles | Marcia 50 km | Argento   | 4h57'20"    |      |
| 1934 | Campionati europei | Torino      | Marcia 50 km | Oro       | 4h49'53     |      |
| 1936 | Giochi olimpici    | Berlino     | Marcia 50 km | dnf       | dnf         |      |